# آمان زکار
آمان زکار (انگلیسی: Ameen Zakkar؛ زادهٔ ۱۵ ژوئن ۱۹۹۴) بازیکن هندبال سوری‌تبار اهل قطر است.
از باشگاه‌هایی که در آن بازی کرده‌است می‌توان به باشگاه هندبال الریان اشاره کرد.